# Linia de succesiune la tronul din Tonga
Ordinea succesiunii la tronul Regatului Tonga este prevăzută prin Constituția din 1875. Coroana se moștenește după principiul primogeniturii masculine. Numai urmașii legitimi ai celor doi fii ai regelui George Tupou I au dreptul la succesiune. O persoană își pierde dreptul său de succesiune și privează urmașii lui de dreptul de succesiune în cazul în care se căsătorește fără permisiunea monarhului.

## Linia de succesiune
- Tāufaʻāhau Tupou al IV-lea
  -  Tupou al VI-lea

Stema monarhiei din Tonga

    - (1) Siaosi Manumataongo ʻAlaivahamamaʻo ʻAhoʻeitu Konstantin Tukuʻaho
      -  (2) Taufaʻahau Manumataongo (n. 10 mai 2013)[1]

    - (3) Uiliame ʻUnuakiʻ'otonga Lalaka mo e ʻEiki Tukuʻaho
    -  (4) ʻAngelika Lātūfuipeka Halaʻevalu Mataʻaho Napuaʻokalani Tukuʻaho

  -  (5) Sālote Mafileʻo Pilolevu Tuita
    - (6) Sālote Lupepauʻu Salamasina Pureau Vahine Arii 'o e Hau Tuita
      - (7) Phaedra Ana Seini Tupouveihola Ikaleti Olo-'i-Fangatapu Fusituʻa

    - (8) Titilupe Fanetupou Vavaʻu Tuita-Tu'ivakano
      -  (9) Simon Tu'iha'atu'unga George Ma'ulupekotofa Tu'ivakano

    - (10) Lupeuluhiva Fatafehi 'o Lapaha Tuita
    -  (11) Lupeolo Halaevalu Moheofo Virginia Rose Tuita